# Trigonisca bidentata
Trigonisca bidentata är en biart som beskrevs av Albuquerque och Camargo 2007. Trigonisca bidentata ingår i släktet Trigonisca och familjen långtungebin. Inga underarter finns listade i Catalogue of Life.